# Larimore
Larimore est une ville située dans le comté de Grand Forks, dans l’État du Dakota du Nord, aux États-Unis. Lors du recensement de 2010, elle comptait 1 346 habitants.

## Démographie
| 1890 | 1900  | 1910  | 1920  | 1930 | 1940  |
| ---- | ----- | ----- | ----- | ---- | ----- |
| 553  | 1 235 | 1 224 | 1 089 | 979  | 1 222 |

| 1950  | 1960  | 1970  | 1980  | 1990  | 2000  |
| ----- | ----- | ----- | ----- | ----- | ----- |
| 1 374 | 1 714 | 1 469 | 1 524 | 1 464 | 1 433 |

| 2010  | - | - | - | - | - |
| ----- | - | - | - | - | - |
| 1 346 | - | - | - | - | - |

## Source
- (en) Cet article est partiellement ou en totalité issu de l’article de Wikipédia en anglais intitulé « Larimore, North Dakota » (voir la liste des auteurs).